# Dakota Dunes
Dakota Dunes è un census-designated place (CDP) della contea di Union, nello Stato del Dakota del Sud. La popolazione era di 4 020 abitanti al censimento del 2020.

## Geografia fisica
Secondo l'Ufficio del censimento degli Stati Uniti, ha una superficie totale di 2,87 mi² (7,43 km²).
È situata tra i fiumi Big Sioux e Missouri. Il comune più vicino è North Sioux City, con il quale Dakota Dunes condivide il codice postale 57049. Dakota Dunes si trova circa a 8 km a ovest del centro di Sioux City, nell'Iowa.

## Storia
Dakota Dunes è stata fondata nel 1988 come località residenziale dalla Berkshire Hathaway Energy, un'azienda che si occupa di costruzioni edili con sede a Des Moines, nell'Iowa. L'azienda, inoltre, è proprietaria del centro abitato. La località è composta da cinque quartieri, tra cui: Country Club Estates, Meadows, Prairie, Willows e Upscale Apartment Living. Inoltre, sono presenti numerosi campi da golf.

## Società

### Evoluzione demografica
Secondo il censimento del 2020, la popolazione era di 4 020 abitanti.